# Microcerella reinhardi
Microcerella reinhardi är en tvåvingeart som först beskrevs av Tibana och Guilherme A.M.Lopes 1987.  Microcerella reinhardi ingår i släktet Microcerella och familjen köttflugor. Inga underarter finns listade i Catalogue of Life.